# بزیل میسون
بَـزیل میسون (انگلیسی: Basil Mason) فیلم‌نامه‌نویس اهل بریتانیا بود.
از فیلم‌ها یا مجموعه‌های تلویزیونی که وی در آن‌ها نقش داشته است، می‌توان به کیش‌مات و تهران اشاره نمود.